# Вілька-Ліщанська
Вілька-Ліщанська (пол. Wólka Leszczańska, Вулька-Лещанська) — село в Польщі, у гміні Жмудь Холмського повіту Люблінського воєводства. Населення — 276 осіб (2011).

## Історія
За даними етнографічної експедиції 1869—1870 років під керівництвом Павла Чубинського, у селі здебільшого проживали греко-католики, які розмовляли українською мовою.
У 1975—1998 роках село належало до Холмського воєводства.

## Населення
Демографічна структура станом на 31 березня 2011 року:
|          | Загалом | Допрацездатний вік | Працездатний вік | Постпрацездатний вік |
| -------- | ------- | ------------------ | ---------------- | -------------------- |
| Чоловіки | 128     | 24                 | 90               | 14                   |
| Жінки    | 148     | 33                 | 79               | 36                   |
| Разом    | 276     | 57                 | 169              | 50                   |

## Особистості

### Народилися
- Михайло Демчук (1930—2013) — український вчений у галузі фізіології сільськогосподарських тварин.